# Sam van Houtenstraat

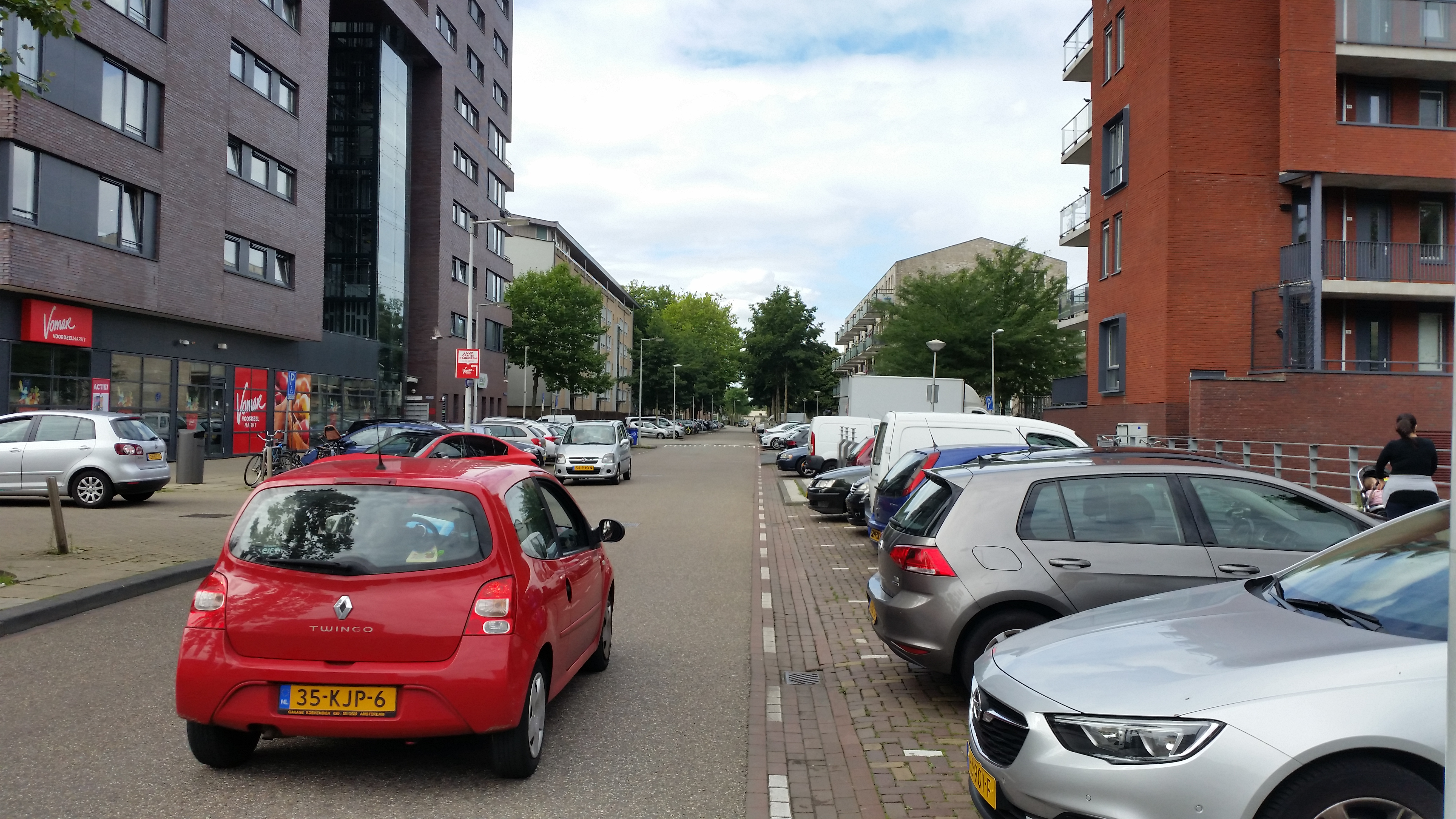
Sam van Houtenstraat vanaf brug 2272 naar het westen (augustus 2020)

De Sam van Houtenstraat is een straat in de Amsterdamse wijk Geuzenveld.

## Geschiedenis en ligging
De straat kreeg per raadsbesluit van 11 december 1953 haar naam en werd daarbij vernoemd naar de aanvankelijk liberale en later conservatieve politicus en  minister van binnenlandse zaken Samuel van Houten, vooral bekend geworden van het Kinderwetje van Van Houten. 
De straat werd halverwege de jaren vijftig opengesteld voor het verkeer en loopt van west naar oost door het midden van de wijk. De straat is ongeveer een kilometer lang en begint bij de Dr. H. Colijnstraat met een verkeersdrempel. Vervolgens kruiste de straat oorspronkelijk ongelijkvloers de Abraham Kuyperlaan middels het kolossaal betonnen viaduct brug 646 (Abraham Kuyperlaan boven, Sam van Houtenstraat onder), alhoewel die kruising Abraham Kuyperlaan daar nog jarenlang ongebruikt bleef. Van 1984-1996 reed er wel verkeer over maar daarna werd de weg buiten gebruik gesteld en opgebroken waarbij het dijklichaam en het viaduct verdwenen. Daar waar eerst het viaduct stond, kwam een gracht met brug 2272 eroverheen.
Daarna worden het Lambertus Zijlplein en de Nolensstraat gekruist. Tot slot wordt de Aalbersestraat gekruist. 
Na de kruising met de Aalbersestraat veranderde de straat oorspronkelijke in een smalle woonstraat dat bij een naamloos water uitkwam op de Cort van der Lindenkade. In 1991 werd ter ontsluiting van de nieuwe woonwijk De Eendracht dit gedeelte geschikt gemaakt voor doorgaand verkeer en bussen. Hierbij werd brug 624 gebouwd over het naamloze water waar de straat verder westwaarts loopt en overgaat in de Gerda Brautigamstraat.
Oorspronkelijk was de straat voorzien van klinkerbestrating die in de loop der jaren behoorlijk verzakt was. Pas in de loop van de jaren zeventig werd de straat in verschillende fasen geasfalteerd. Bij de sanering van de wijk begin 21e eeuw kwamen de klinkers voor een deel weer terug.

## Gebouwen
In het begin werd er stevig gebouwd langs de straat. Huisnummers lopen in 2020 op van 1 tot en met 319, maar er is slechts één even huisnummer: nummer 2 (Timotheusschool). Amsterdam had kinderrijke gezinnen die een beter onderkomen zochten. Er kwamen laag- en hoogbouwflats van gerenommeerde architecten. Er werd snel gebouwd, maar een deel van de woningen was ook snel versleten en voldeed niet meer aan de strenger wordende eisen van bewoners. Een deel van de bebouwing werd rond 2000 gesloopt en vervangen door nieuwbouw. Opvallende gebouwen waren of zijn:
- Sam van Houtenstraat 1-179; een relatief lange galerijflat ontworpen door Jaap Bakema en Jo van den Broek; in de plint zijn winkels gevestigd, daarboven zijn maisonettewoningen gesitueerd. Bakema en Van den Broek mochten hier een heel terrein inrichten waarvan de flat de noordrand vormt. Het buurtje wordt ook wel Bakemabuurt genoemd. De flat wordt door Amsterdam ingeschat als van orde 2 binnen de architectuur (orde 1 is monument).
- aan de noordzijde staat in de vorm van het Jan Bongahuis (zorginstelling), een gebouw uit 1972;
- brug 2272
- een benzinestation aan het Lambertus Zijlplein;
- bij de kruising met de Aalbersestraat staat de Onze-Lieve-Vrouw van Zeven Smartenkerk van Herman de Vries
- aan de overzijde van die kerk is werk te vinden van Willem Dudok, zogenaamde Dudokhaken (L-vormige flats), tijdens de buurtsanering begin 21e eeuw gerenoveerd door Vanschagen Architecten. Ze worden door de gemeent Amsterdam geclassificeerd als van orde 2 binnen de  architectuur (orde 1 is monument)
- de zuidwand vanaf de Aalbersestraat tot aan de Cort van der Lindenkade laat ook werk van Dudok zien, maar dit zijn rijtjeswoningen van een of twee lagen met kap; ook hier is sprake van een complex, in dit geval 269 woningen.

Verdwenen zijn:
- Het Koggeschip aan de noordzijde, stond er van 1964 tot-2005, het was een rooms-katholieke basisschool, dat aanvankelijk gescheiden les gaf aan meisjes en jongens. In 2005 verhuisde de school naar een nieuw pand aan het Abraham Kuyperplein; het schoolgebouw werd afgebroken en vervangen door appartementen;
- De Sam van Houtenschool een openbare basisschool. Nadat het aantal kinderen in de wijk was gedaald werd de school overbodig en verdween. Het gebouw werd toen toegewezen aan de Graham Bellschool; een middelbare school, speciaal voor slechthorende kinderen afkomstig ook van buiten de regio; ook deze school werd afgebroken en vervangen door appartementen.

## Kunst
Direct aan het begin van de straat staat een bronzen beeld, waarvan de maker of Pauline Eecen of Jürgen Ebert is. Het kreeg de titel Komende en gaande scholier mee, maar zowel maker als datum van maak is onbekend. Het beeld stond eerst bij een school aan de Lodewijk van Deysselstraat. Nabij de genoemde Onze-Lieve-Vrouwe-kerk staat sinds 2010 Stadsmuur West van Rob Birza, een antiek aandoende scheiding tussen woonbuurt en kerkterrein.

## Openbaar vervoer
De straat kent in de 21e eeuw geen openbaar vervoer meer. Bus 45 had van 18 oktober 1965 tot 24 mei 1974 zijn standplaats in de straat naast de kerk en reed van 18 oktober tot 1 november 1965 door de straat tussen de Aalbersestraat en de Dr. H. Colinstraat. Bus 47 had van 14 oktober 1974 tot 18 september 1989 zijn standplaats in de straat naast de kerk. Van 1991 tot 2014 reed bus 21 door het westelijke gedeelte van de straat een lus door de De Eendracht evenals bus 192 van 2002-2011.

## Afbeeldingen

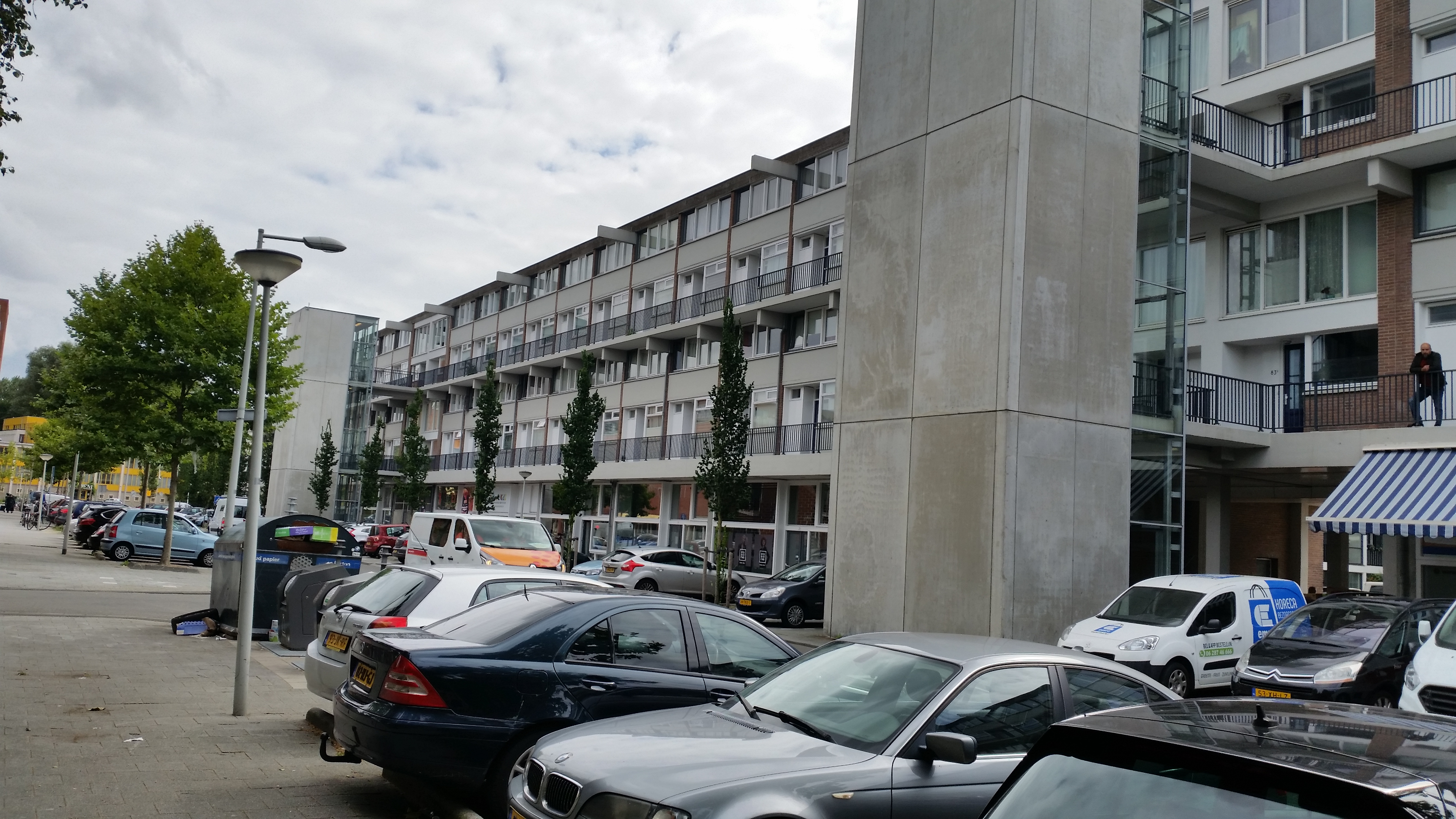
Middendeel van flat 1-179 (augustus 2020)
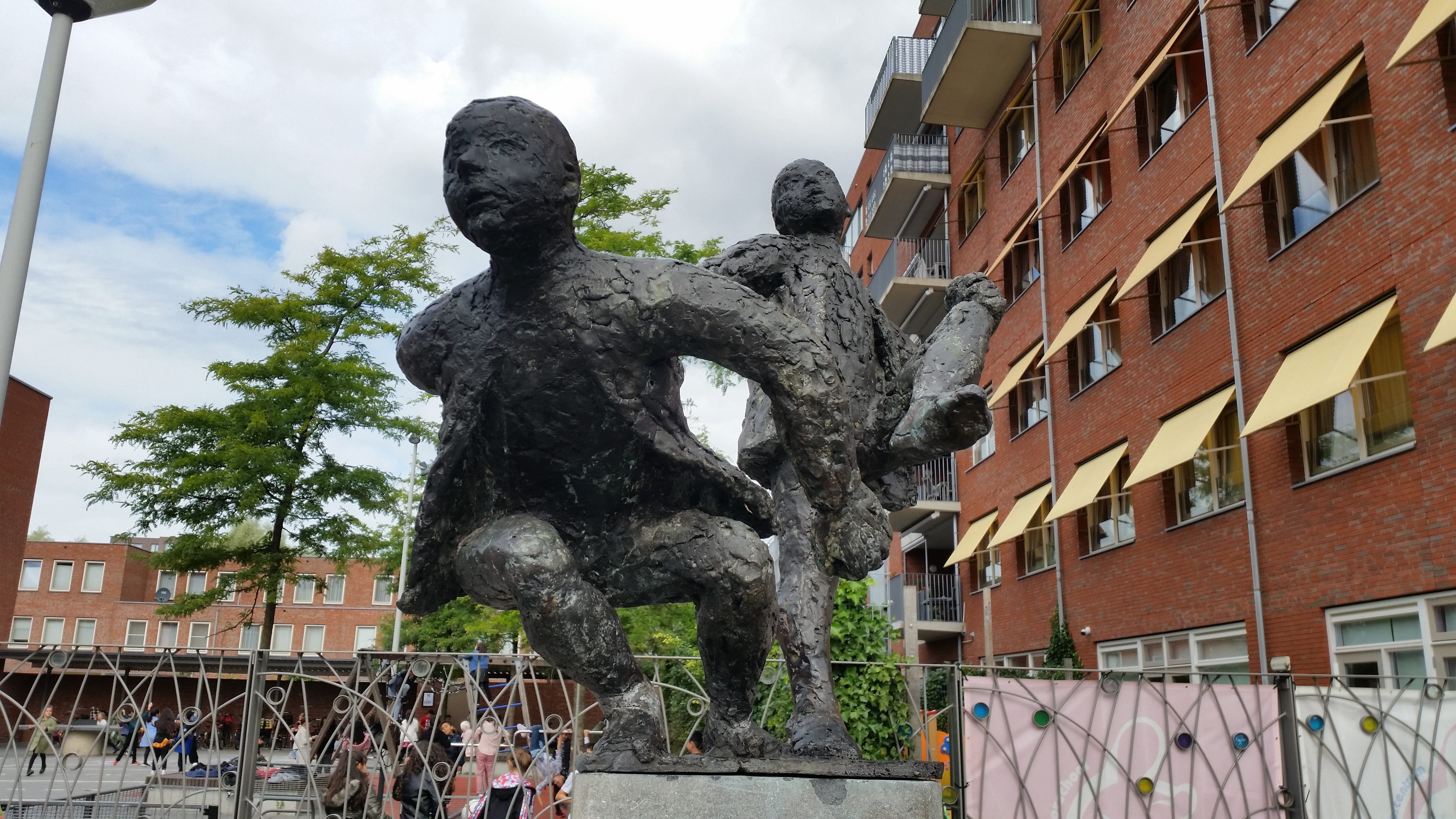
Beeld Sam van Houtenstraat (bij nr 2) (augustus 2020)
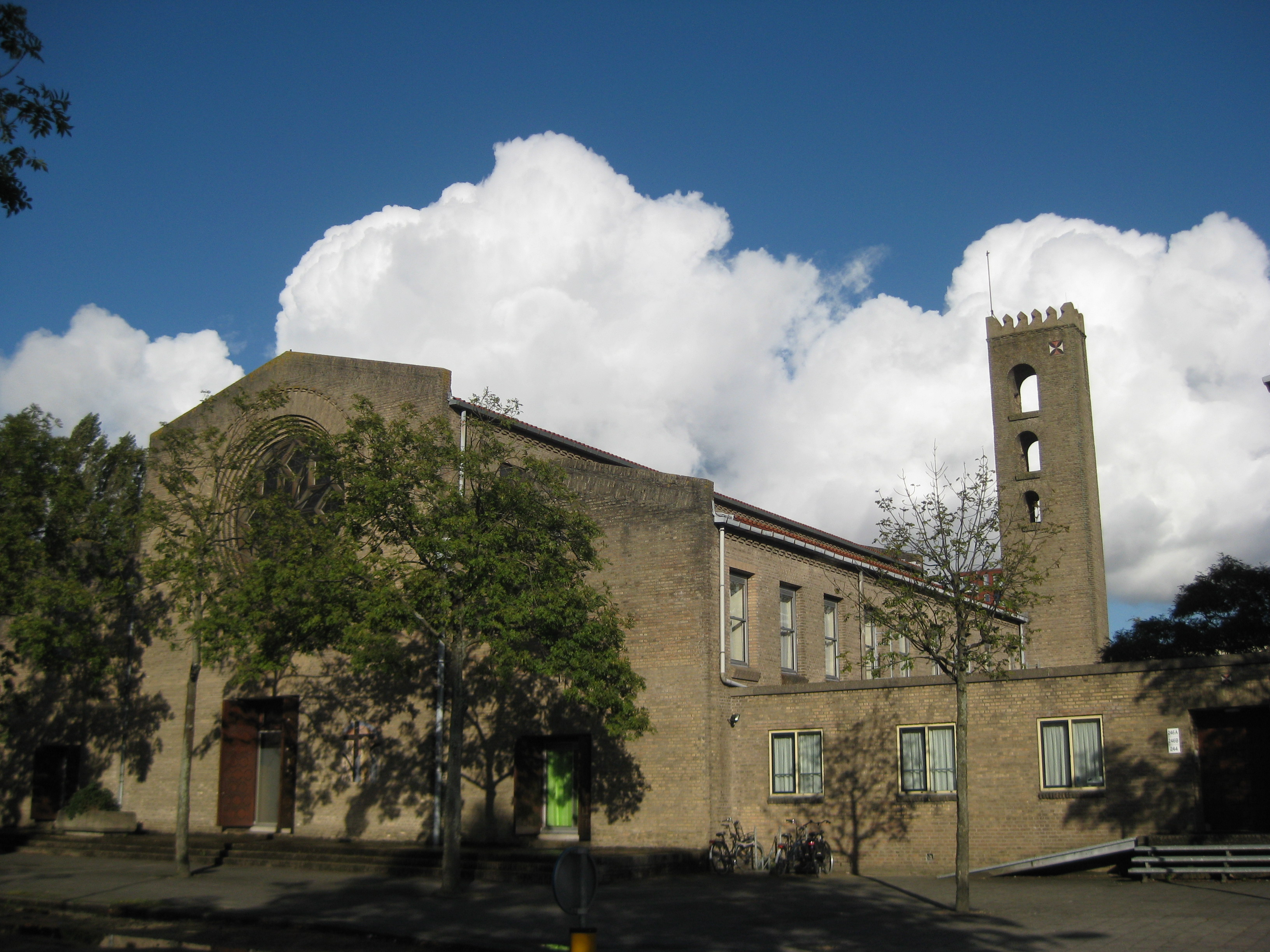
Onze Lieve Vrouwe van Zeven Smarten (oktober 2011)